# Лошадь Стенона
Лошадь Стенона (лат. Equus stenonis) — однопалая лошадь позднего плиоцена — раннего плейстоцена. Места обитания: Западная Европа, юг Восточной Европы и Северная Африка. В плейстоцене лошадь Стенона была вытеснена более прогрессивными представителями рода.
Лошадь Стенона рассматривается многими учёными как предок ряда других видов рода Equus, возникших в ходе его первой большой диверсификации в Старом Свете. Среди её возможных потомков Equus bressanus из раннего плейстоцена Западной Европы (самая крупная лошадь Старого Света); Equus namadicus и близкие виды с Индийского субконтинента; а также Equus numidicus и Equus mauritanicus из позднего плиоцена Северной Африки, которые рассматриваются как возможные предки современных зебр. Кладистический анализ, основанный на черепных и посткраниальных элементах (30 таксонов, 129 характеристик), поддерживает монофилию рода Equus и происхождение пустынной зебры (Equus grevyi) и членов клады зебры/осла от европейских лошадей Стенона.

## Описание
Лошади были рослые — до 145—155 см в холке с относительно большой головой, череп имел длинную лицевую и короткую мозговую части, с узким вздёрнутым лбом. Зубная система характеризовалась архаичными признаками. Морфологически лошадь Стенона была близка современным зебрам.
У этого вида известно много подвидов. Два из них — Equus stenonis vireti и Equus stenonis senezensis — являются руководящими формами для средневиллафранкских фаун Западной Европы.

## Ареал
Лошадь Стенона мигрировала с территории Северной Америки в Азию через Берингийскую сушу 2,5—3,0 млн лет назад, и быстро расселились по степным просторам, в Европе она появилась 2,0 млн лет назад. Вымерла приблизительно 1,0 млн лет назад.
В Европе ареал лошади был обширен, охватывал большую часть Западной и юг Восточной Европы, Северный Кавказ, Закавказье. Сходные с ней останки найдены на территории Белоруссии (у Сморгони — левая пястная кость), в Казахстане, Таджикистане, Западной Сибири.

## Палеоэкология
Вид входил в состав таманского фаунистического комплекса и населял открытые пространства сухой степи и саванны.
Лошадь Стенона — важный элемент куруксайской фауны (поздний плиоцен Таджикистана). Прочие травоядные этого сообщества представлены жирафом сиватерием, оленем элафурусом и древними антилопами. Вместе с этими животными обитали хищные гиены пахикрокуты и саблезубые кошки гомотерии.